# جاش کلاکستون
جاش کلاکستون (انگلیسی: Josh Clackstone؛ زادهٔ ۱۸ سپتامبر ۱۹۹۶) بازیکن فوتبال اهل بریتانیا است.
از باشگاه‌هایی که در آن بازی کرده‌است می‌توان به باشگاه فوتبال آلفرتون تاون اشاره کرد.